# 品川宿
品川宿（しながわしゅく、しながわじゅく）は、東海道五十三次の宿場の一つ。東海道の第一宿であり、中山道の板橋宿、甲州街道の内藤新宿、日光街道・奥州街道の千住宿と並んで江戸四宿と呼ばれた。

## 開発
慶長6年（1601年）に、中世以来の港町として栄えていた品川湊の近くに設置され、場所は、現在の東京都品川区内で、北は京急本線の北品川駅から南は青物横丁駅周辺までの旧東海道沿い一帯に広がっていた。
品川宿は五街道の中でも重要視された東海道の初宿であり、西国へ通じる陸海両路の江戸の玄関口として賑わい、他の江戸四宿と比べて旅籠屋の数や参勤交代の大名通過の数が多かった。
目黒川を境に区分され、それより北が北品川宿、南が南品川宿、北品川の北にあった宿を歩行新宿と呼んだ。
- 歩行新宿は、品川宿と高輪の間に存在していた茶屋町が享保7年（1722年）に宿場としてみとめられたもので、宿場が本来負担する伝馬と歩行人足のうち、歩行人足だけを負担したために「歩行人足だけを負担する新しい宿場」という意味で名付けられた[3]。

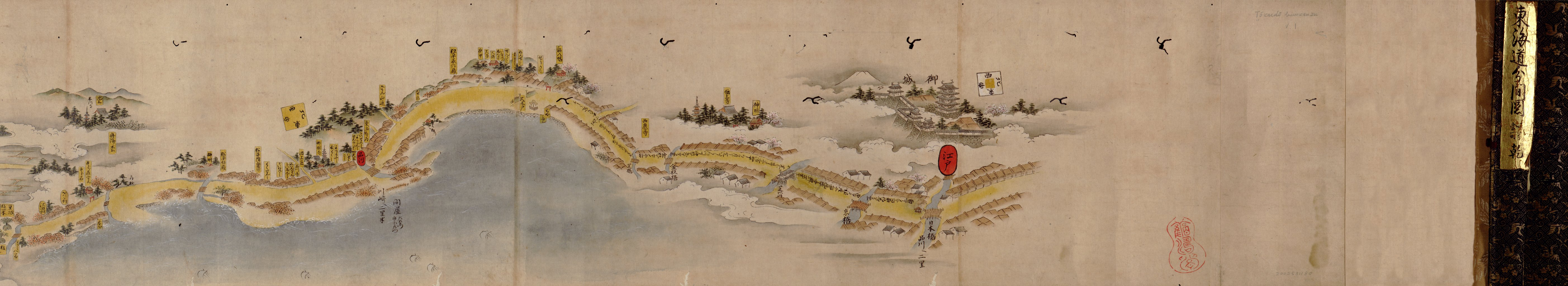
江戸から品川宿、「東海道分間絵図」

### 品川宿の遊郭
岡場所（色町、遊廓、飯盛旅籠）としても栄えた。1772年、幕府は品川宿の飯盛女の数を500人と定めたが実効性がないまま増加。1843年ころの記録では、食売旅籠屋92軒、水茶屋64軒を数え、「北の吉原、南の品川」と称されるほど一大遊興地として繁栄した。1844年1月に道中奉行が摘発を行なった際には、1,348人の飯盛女を検挙している。
西沢一鳳の江戸見聞録『皇都午睡』（1850）では、幕末当時の賑わいを「高縄より茶屋有て（案内茶屋也）品川宿の中央に小橋有り、それより上は女郎銭店、橋より下は大店也。女郎屋は何れも大きく、浜側の方は椽先より品川沖を見晴らし、はるか向ふに、上総・房州の遠山見えて、夜は白魚を取る篝火ちらつき、漁船に網有り、釣あり、夏は納涼によく、絶景也。 （中略） 女郎屋頗る多し。中にも土蔵相摸・大湊屋など名高し。岡側の家は後に御殿山をひかえ、浜側は裏に海をひかえ、往来は奥州・出羽より江戸を過ぎて京・西国へ赴く旅人、下る人は九州・西国・中国・畿内の国々より行く旅人ども、参宮・金ぴら・大山詣り・富士詣、鎌倉・大磯の遊歴やら箱根の湯治、参勤交代の大小名、貴賎を論ぜず通行すれば、賑わしきこと此上なし。表の間は板敷にて玄関構へ、中店は勘定場にて泊り衆の大名・旗本衆の名札を張り、中庭・泉水、廊下を架し、琴・三味線の音など聞へ、道中女郎屋の冠たるべし。」と書いている。「居残り佐平次」、「品川心中」など古典落語の廓噺の舞台ともなった。

## 歴史

### 江戸時代
1858年（安政5年）、コレラの流行などにより東海道の各宿場が困窮。品川を含めた53宿で、人馬賃銭を7割値上げした。
1886年（慶応2年）、北品川徒歩新宿で出火し、南品川に向かい延焼。大抵の大きな旅籠が焼失する被害。

### 明治以降
1869年（明治2年）、武蔵知県事の管轄区域内に品川県が設置された。
1871年（明治4年）、北品川の北に、品川駅舎の工事着工。
1872年（明治5年）の宿駅制の廃止と鉄道の開通によって宿場町としての機能は失われたが、北品川では多くの遊郭が営業を続けたことから関連の商業施設が建ち並び、目黒川流域の低地には、地価の安さや水運・用水の便から大規模工場が立地、その周辺の南品川では下請の小規模工場やその関連住宅が増え、商店も旧東海道沿いに建ち並んだ。
その後も遊廓としての賑わいは、昭和33年（1958年）の売春防止法施行まで続いた。旧品川宿地域は第二次世界大戦の戦災をほとんど受けなかったため、戦後も北品川の遊郭は営業を続けたが、売春防止法より工場の従業員寮や民間アパートなどに変化し、商店街が形成された。一方、南品川では1970 年代の日本列島改造によって目黒川周辺の大規模工場の移転流出が続き、その従業員らを相手にしていた商店街が衰退した。その後、近隣の埋立地が再開発されていく中、旧品川宿地域は取り残される形となったが、反面、宿場町特有の歴史的資源が維持され、1988年に｢旧東海道品川宿周辺まちづくり協議会｣が組織され、歴史的景観を生かした町の活性化が計られている。

## 名所・旧跡

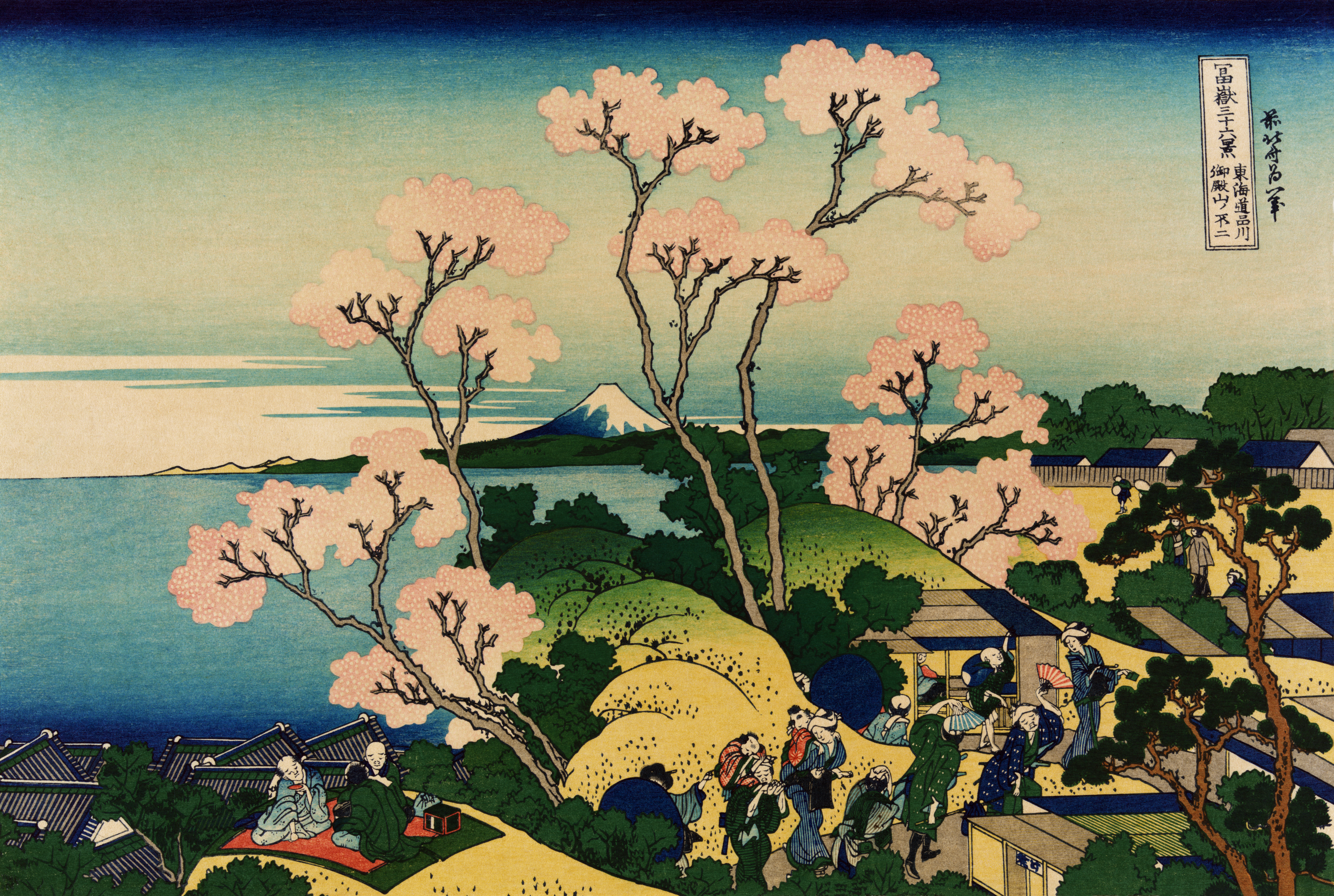
「東海道品川御殿山ノ不二」
葛飾北斎 『富嶽三十六景』 より

- 御殿山 - 江戸時代初期から元禄にかけて将軍家の鷹狩りの地となり、休息所として品川御殿が設けられた。享保期には庶民に開放され、桜の名所として賑う。幕末期に品川台場築造の土砂採取で一部が切り崩され、明治期には鉄道施設工事によって御殿山は南北に貫く切り通しとなり、桜の名所としての面影はなくなっている。
- 土蔵相模 - 幕末の志士たちが、時に密議を凝らし、時に遊女と遊んだ宿。
- 幕府御用宿釜屋跡 - 土方歳三ら新撰組が定宿としていた茶屋。
- 品川寺 - 空海開山の寺。江戸六地蔵第一番や洋行還りの大梵鐘、樹齢推定300年の大銀杏などで知られる。
- 東海寺 - 大徳寺住持沢庵宗彭のために三代将軍徳川家光が建立した。
- 鈴ヶ森刑場跡

## ギャラリー

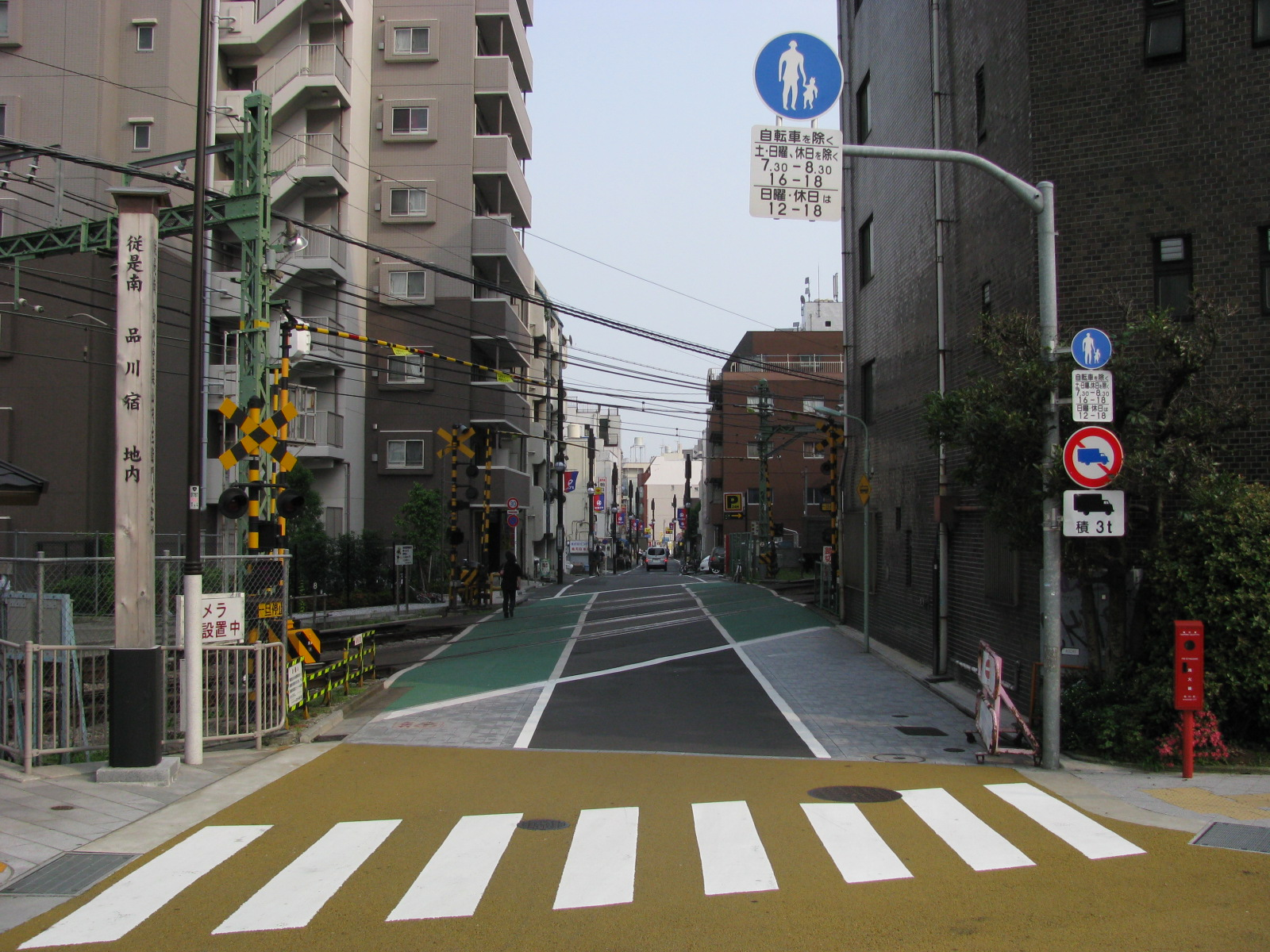
品川宿江戸口
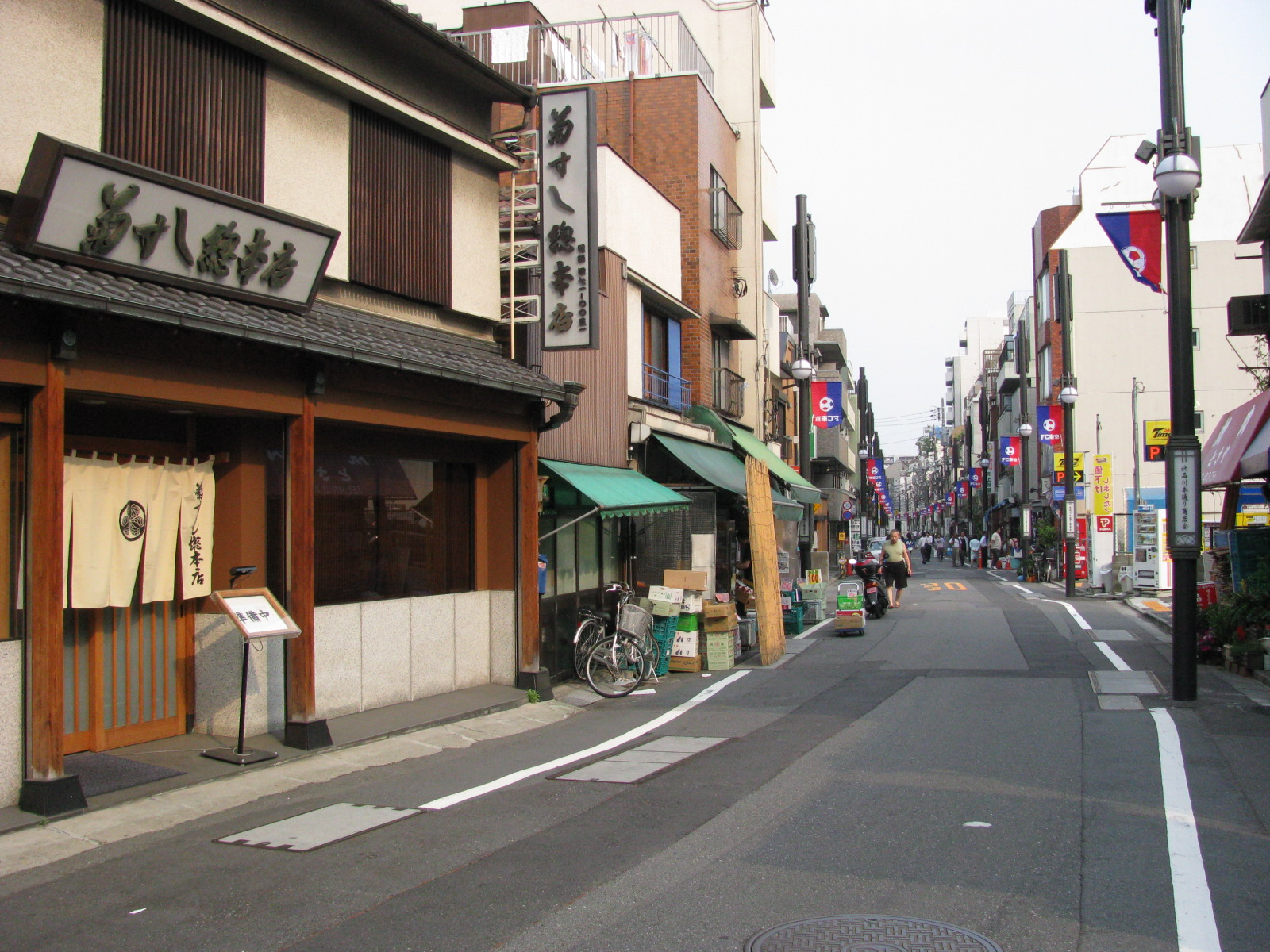
北品川1丁目付近
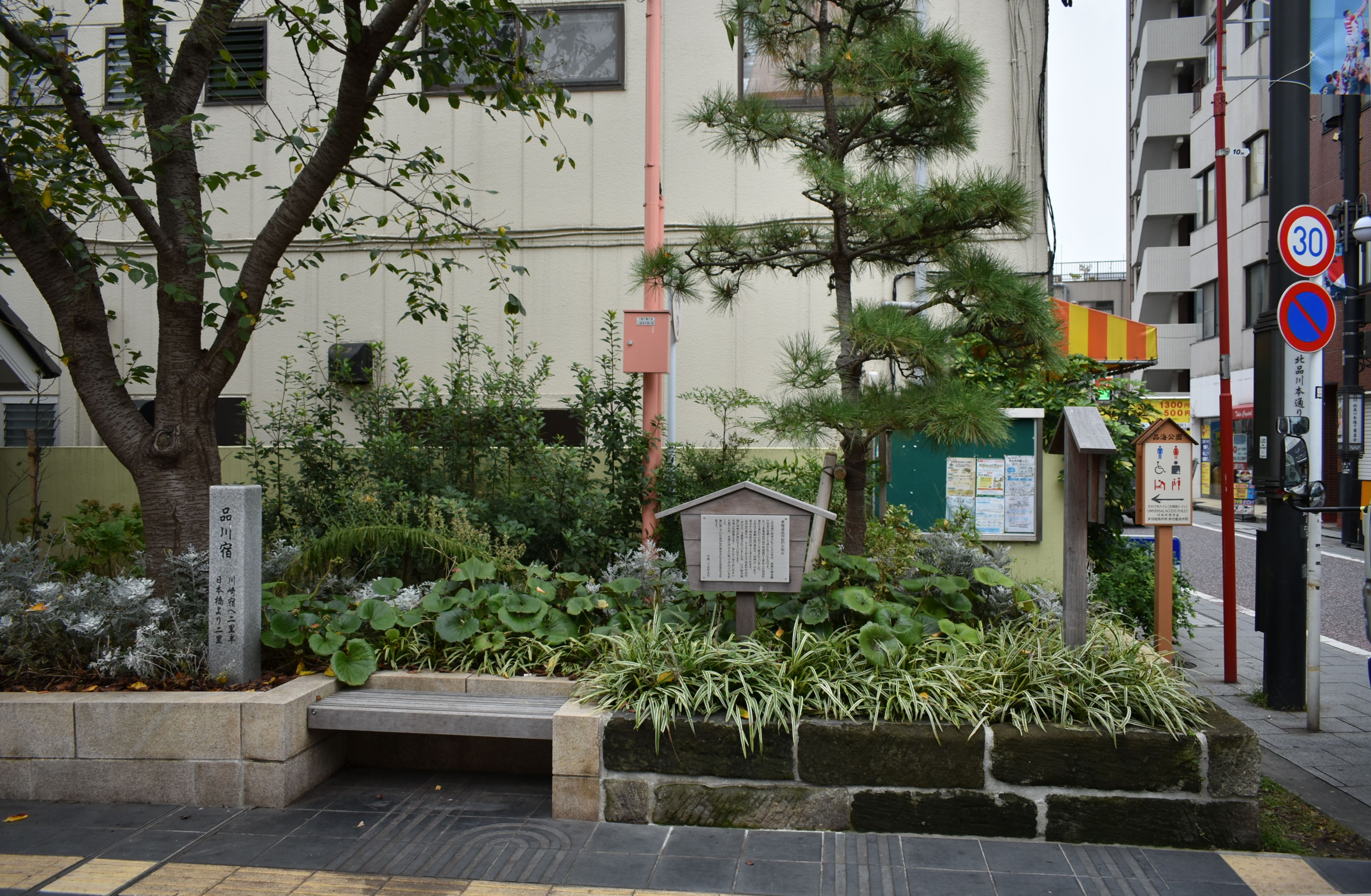
東品川一丁目にある「品川宿の松」（2019年10月18日撮影）
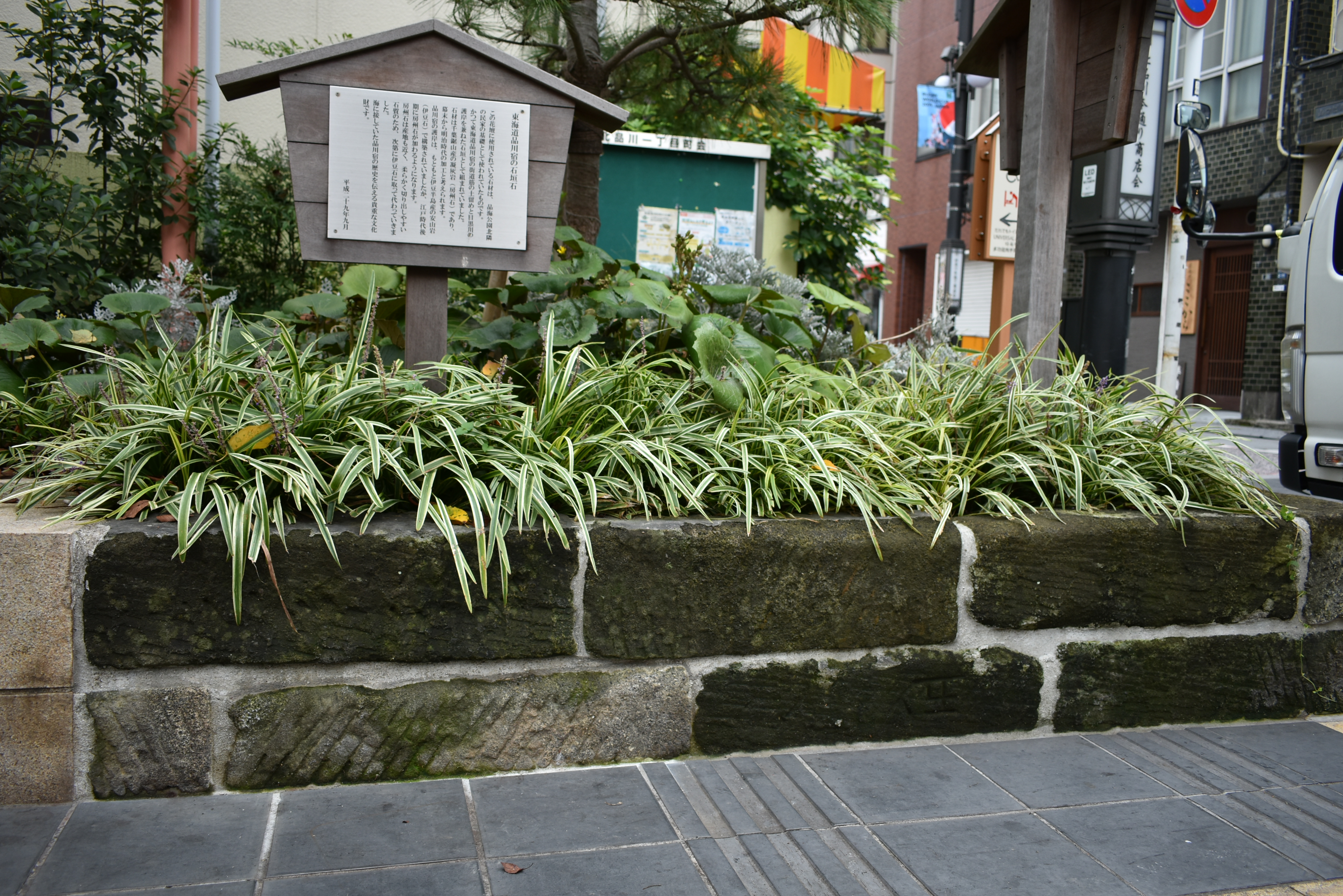
同左、「東海道品川宿の石垣」（2019年10月18日撮影）
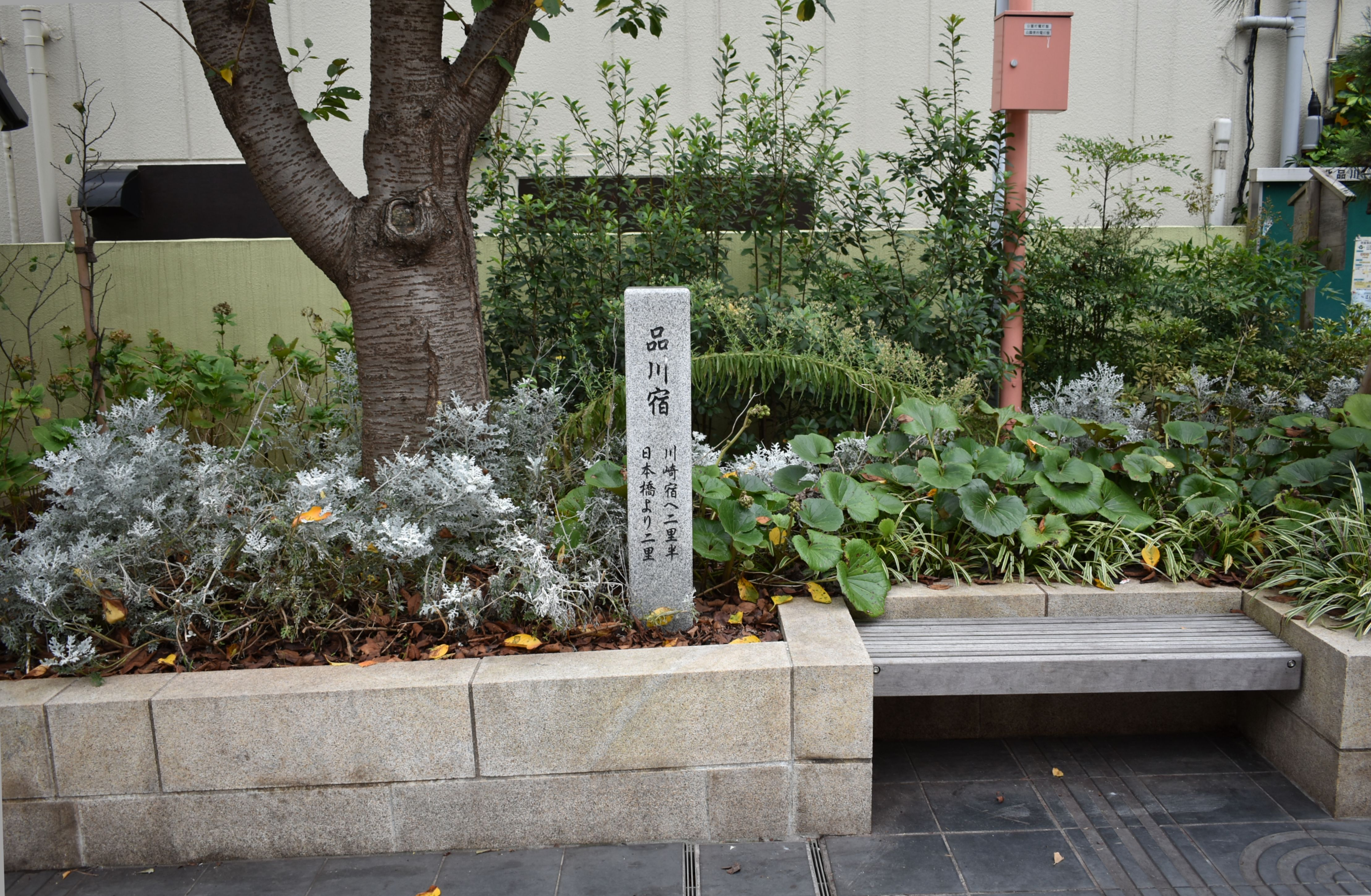
同左、「品川宿」石碑（2019年10月18日撮影）

## 隣の宿場
江戸（日本橋） - 品川宿 - 川崎宿